# Шмидт, Алиса
Алиса Шмидт (нем. Alica Schmidt, род. 8 ноября 1998, Вормс) —  немецкая легкоатлетка, специализирующаяся в беге на короткие дистанции — 200, 400, 800 метров и эстафете 4×400 метров. Бронзовый призёр молодёжного чемпионата Европы 2019 года. Медалистка национального первенства Германии.

## Карьера
С детства мечтала стать знаменитой спортсменкой. Занимается лёгкой атлетикой с 6-7 лет. Привлекла к себе повышенное внимание зрителей и специалистов, выиграв серебряные медали в эстафете 4×400 метров на европейском чемпионате в возрасте до 20 лет в Италии.
14 июля 2019 года во время молодёжного чемпионата Европы в Швеции она выиграла бронзовую медаль в эстафете 4×400 метров с командой Германии.
Была запасной в составе сборной Германии в смешанной эстафете 4×400 метров на Олимпийских играх в Токио, на старт не выходила.
Алиса Шмидт — одна из самых популярных спортсменок Германии. Австралийский журнал Busted Coverage объявил её «самой сексуальной спортсменкой в мире». Имеет действующий контракт со спортивной маркой Puma, а также с крупной компанией спортивного питания и биологически активных добавок.
Вошла в состав сборной Германии на Олимпийские игры 2024 года в Париже в смешанной эстафете 4×400 метров. 2 августа 2024 года Шмидт бежала на втором этапе эстафеты в предварительном забеге, но сборная Германии заняла только 15-е место из 16 команд и не вышла в финал.
Выступает за СК «Потсдам».